# 11 e 12
11 e 12 (“11 y 12”) é um espetáculo teatral popular criado e estrelado no México por Chespirito, Florinda Meza , Juan Antonio Edwards, Arturo García Tenorio e Mario Casillas.
A peça estreou em 9 de abril de 1992 , os primeiros dias seriam de aparente fracasso, porque o número de espectadores não ultrapassava 20 por espetáculo. No entanto, como os que assistiam recomendavam a peça para amigos, a divulgação fez com que a peça ganhasse popularidade, sendo posteriormente encenada em outros países da América Latina.

## Argumento
A peça conta a situação embaraçosa de um homem que perde suas partes íntimas em um acidente e como lidar com isso para procriar com sua esposa.
Cristina (Florinda Meza) é uma mulher obcecada por coisas boas e belas e que faz pouco de Eloy (Roberto Gómez Bolaños), por ser ele encorpado e feio. Quem finalmente realizará um de seus desejos mais profundos sem ela perceber que se trata de um doador. Eloy tem tanto pesar de sua condição que prefere não chamar as coisas pelo nome, e decide colocar um número para cada parte do corpo.

## Elenco
- Eloy Madrazo (Chespirito)
- Cristina (Florinda Meza)
- Christopher (Arturo García Tenorio / Oscar Bonfiglio)
- Fernando (Juan Antonio Edwards)
- Dr. Arenas (Mario Casillas / Moisés Suárez / David Ramos / Emilio Guerrero).

Moisés Suárez e Oscar Bonfiglio Moisés juntaram-se ao elenco mais tarde para substituir  Casillas e García Tenorio respectivamente. Em apresentações mais recentes, David Moisés Ramos Suárez substituiu Moisés Suárez, que depois foi substituído por Emilio Guerrero. Na reestreia de 2007, Rubén Aguirre e Édgar Vivar alternaram no papel de Dr. Arenas, e Érika Blehner substituiu Meza no papel de Cristina. Somente Gómez Bolaños e Edwards permaneceram do elenco original.
Note-se que as versões mais recentes da peça atualizaram os temas políticos, mas sempre respeitaram a história central.